# Ciepła woda pod czerwonym mostem
Ciepła woda pod czerwonym mostem (jap. 赤い橋の下のぬるい水 Akai hashi no shita no nurui mizu) – japoński komediodramat z 2001 roku w reżyserii Shohei Imamury, zrealizowany na podstawie powieści Yo Henmiego.

## Fabuła
Tokijski biznesmen, Yosuke Sasano, którego firma zbankrutowała, jest bez pracy i perspektyw. Skłócony z żoną, Tomoko, chwile wytchnienia odnajduje w rozmyślaniach o dziwnej historii, którą opowiedział mu przed śmiercią jego przyjaciel Tarō. Nie wierzy w opowieść o ukrytym skarbie, ale zafascynowany legendą wsiada do pociągu i jedzie do wioski rybackiej.

## Obsada
- Kōji Yakusho jako Yosuke Sasano
- Misa Shimizu jako Saeko Aizawa
- Mitsuko Baisho jako Mitsu Aizawa
- Mansaku Fuwa jako Gen
- Isao Natsuyagi jako Masayuki Uomi
- Yukiya Kitamura jako Shintarō Uomi
- Hijiri Kojima jako Mika Tagami
- Toshie Negishi jako Tomoko Sasano
- Sumiko Sakamoto jako Masako Yamada
- Gadarukanaru Taka jako Taizō Tachibana

i inni

## Produkcja
Zdjęcia kręcono w Tokio oraz w Himi (prefektura Toyama).